# Décembre 1969

## Évènements
- 1er - 2 décembre : conférence de La Haye entre les six chefs d’État de la CEE, qui amorce l’établissement d’un système de financement à long terme de la politique agricole commune, d’une coopération accrue sur les questions de politique étrangère et l’ouverture des négociations sur l’adhésion de la Grande-Bretagne, l’Irlande, le Danemark et la Norvège.
- 3 décembre : crash du vol Air France 212 au décollage de Caracas, 62 victimes, suspicion d'attentat à la bombe.
- 4 décembre : assassinat par la police de Chicago des militants des Blacks Panthers Fred Hampton et Marck Clark dans leur appartement.
- 9 décembre : plan Rogers. William P. Rogers, secrétaire d’État de Richard Nixon, présente un plan de paix : évacuation du Sinaï selon un calendrier déterminé par Israël et l’Égypte, instauration de la paix entre les deux pays, création de zones démilitarisées près des frontières.
- 10 décembre : coup d’État militaire en république du Dahomey.
- 12 décembre :  la Grèce doit quitter le Conseil de l'Europe[1].
- 18 décembre : 
  - Échec d'un coup d'État au Panama. Le général Omar Torrijos met un terme à l’existence de la junte et assume seul les pouvoirs dictatoriaux.
  - Abolition définitive de la peine de mort au Royaume-Uni[2].
  - Rogers soumet un plan de règlement de règlement de la question cisjordanienne selon les mêmes principes. Le projet est refusé par Israël qui impulse une campagne d’opinion américaine contre le plan Rogers, qui perd l’appui de Nixon. Sous l’influence de Kissinger, Nixon s’engage vers une politique de force contre l’Égypte, menée par Israël.
- 19 décembre, France : tuerie du boulevard Richard-Lenoir à Paris. Dans un braquage sanglant, deux pharmaciennes sont assassinées, un client et un policier blessés. Pierre Goldman est le principal suspect.
- 24 décembre :
  - France : affaire des « vedettes de Cherbourg »
  - Le président Nikolaï Podgorny (Union soviétique) et Nixon ratifient un traité de non-dissémination nucléaire.
- 29 décembre : répression des manifestations d’étudiants à Addis-Abeba en Éthiopie.
- 31 décembre : proclamation officielle de la république populaire du Congo (Congo-Brazzaville) qui adopte le « socialisme scientifique » (marxisme-léninisme), création du Parti congolais du travail qui devient parti unique.

## Naissances
- 1er décembre : « Morenito de Nîmes » (Lionel Rouff), matador français.
- 2 décembre : Denis McDonough, homme politique américain, Secrétaire aux Anciens combattants des États-Unis d'Amérique depuis 2021.
- 4 décembre : Jay-Z, rappeur et producteur américain.
- 9 décembre : Bixente Lizarazu, footballeur français.
- 10 décembre : Rob Blake, joueur professionnel de hockey.
- 16 décembre : Imad Barrakad, haut fonctionnaire marocain.
- 17 décembre : Laurie Holden, actrice, productrice américaine et canadienne, et militante des droits de l'homme.
- 18 décembre : Alexia Laroche-Joubert, animatrice et productrice de télévision française.
- 21 décembre : 
  - Phil Daigle, joueur professionnel canadien de hockey sur glace.
  - Julie Delpy, actrice, réalisatrice, chanteuse française.
- 22 décembre : 
  - Myriam Bédard, athlète.
  - Pascal Bresson, scénariste de bande dessinée français, illustrateur et auteur de livres pour la jeunesse.
- 24 décembre : Oleg Skripochka, cosmonaute.
- 27 décembre : Jean-Christophe Boullion, coureur automobile français (F1).
- 28 décembre : 
  - Serge Yanic Nana, expert financier camerounais.
  - Linus Torvalds, programmeur finlandais, promoteur du système d'exploitation Linux.
- 30 décembre : Kersti Kaljulaid, présidente de la république d'Estonie depuis 2016.

## Décès
- 2 décembre : José María Arguedas, écrivain et anthropologue péruvien.
- 22 décembre : Josef von Sternberg, réalisateur américain.
- 26 décembre : Louise de Vilmorin, romancière française.